# Van (Virginia Occidental)
Van es un lugar designado por el censo ubicado en el condado de Boone en el estado estadounidense de Virginia Occidental. En el Censo de 2010 tenía una población de 211 habitantes y una densidad poblacional de 132,68 personas por km².

## Geografía
Van se encuentra ubicado en las coordenadas 37°58′13″N 81°43′4″O / 37.97028, -81.71778. Según la Oficina del Censo de los Estados Unidos, Van tiene una superficie total de 1.59 km², de la cual 1.55 km² corresponden a tierra firme y (2.61%) 0.04 km² es agua.

## Demografía
Según el censo de 2010, había 211 personas residiendo en Van. La densidad de población era de 132,68 hab./km². De los 211 habitantes, Van estaba compuesto por el 98.58% blancos, el 0.47% eran afroamericanos, el 0% eran amerindios, el 0% eran asiáticos, el 0% eran isleños del Pacífico, el 0% eran de otras razas y el 0.95% pertenecían a dos o más razas. Del total de la población el 0% eran hispanos o latinos de cualquier raza.